# Jihei Furusho
Jihei Furusho (古荘次平?, Furusho Jihei; Kumamoto, 15 dicembre 1914 – ...) è stato un pallanuotista giapponese.
È stato un membro del Giappone che ha partecipato ai Giochi di Berlino 1936.